# Üsküdar

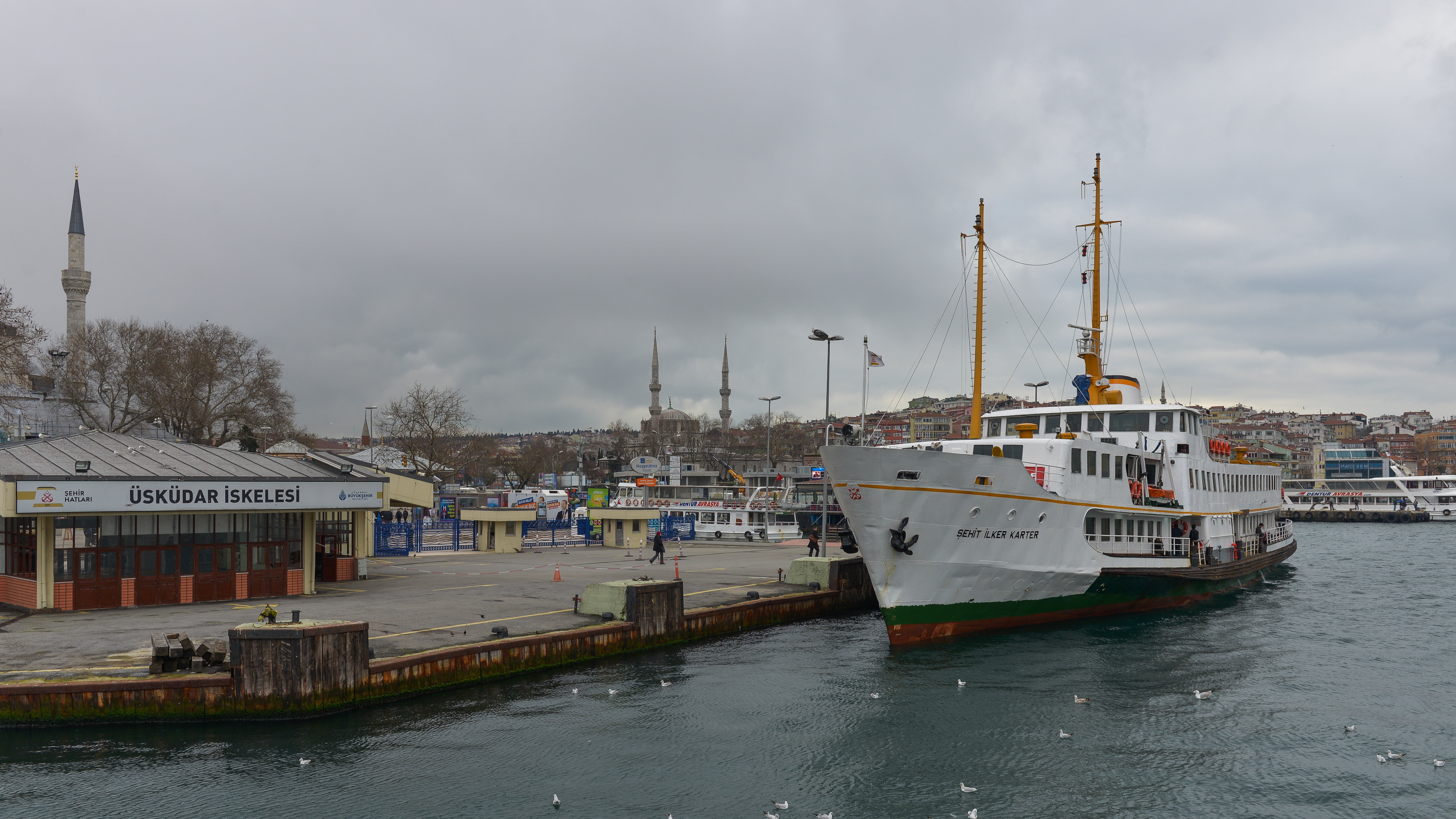
Üsküdars färjeläge.

Üsküdar är en stadsdel i den asiatiska delen av Istanbul. Üsküdar utgör även ett distrikt i provinsen Istanbul som gränsar mot Marmarasjön i syd, sträcker sig cirka 10 kilometer norrut längs Bosporen och cirka 5 kilometer österut från kusten. Folkmängden uppgick till 524 379 invånare i slutet av 2009.
Üsküdar har en lugnare atmosfär i jämförelse med den europeiska sidan av Istanbul. Många invånare i staden föredrar att arbeta på de europeiska sidan men bo på den asiatiska, och färjetrafiken över sundet är därför livlig. 
Stadsdelen är känd för sina många historiska moskéer och osmanska byggnadsverk, såsom Aziz Mahmud Hudayis tekke (Aziz Mahmud Hudayi, som är begraven i Üsküdar, var grundaren av sufiorden Jelveti), Nasuhi Effendis tekke (Nasuhi Effendi grundade sufiorden Nasuhiyye Khalwati) och Leanders torn (Kız Kulesi) på en liten ö strax utanför kusten. Çamlica (eller Tchamlidja enligt äldre, fransk stavning) är den högsta punkten i Istanbul. Marmarauniversitetet har en teologifakultet i Üsküdar som därför, tillsammans med det angränsande Ümraniye, har en stor studentbefolkning.

## Historia

Üsküdars läge i Istanbul.

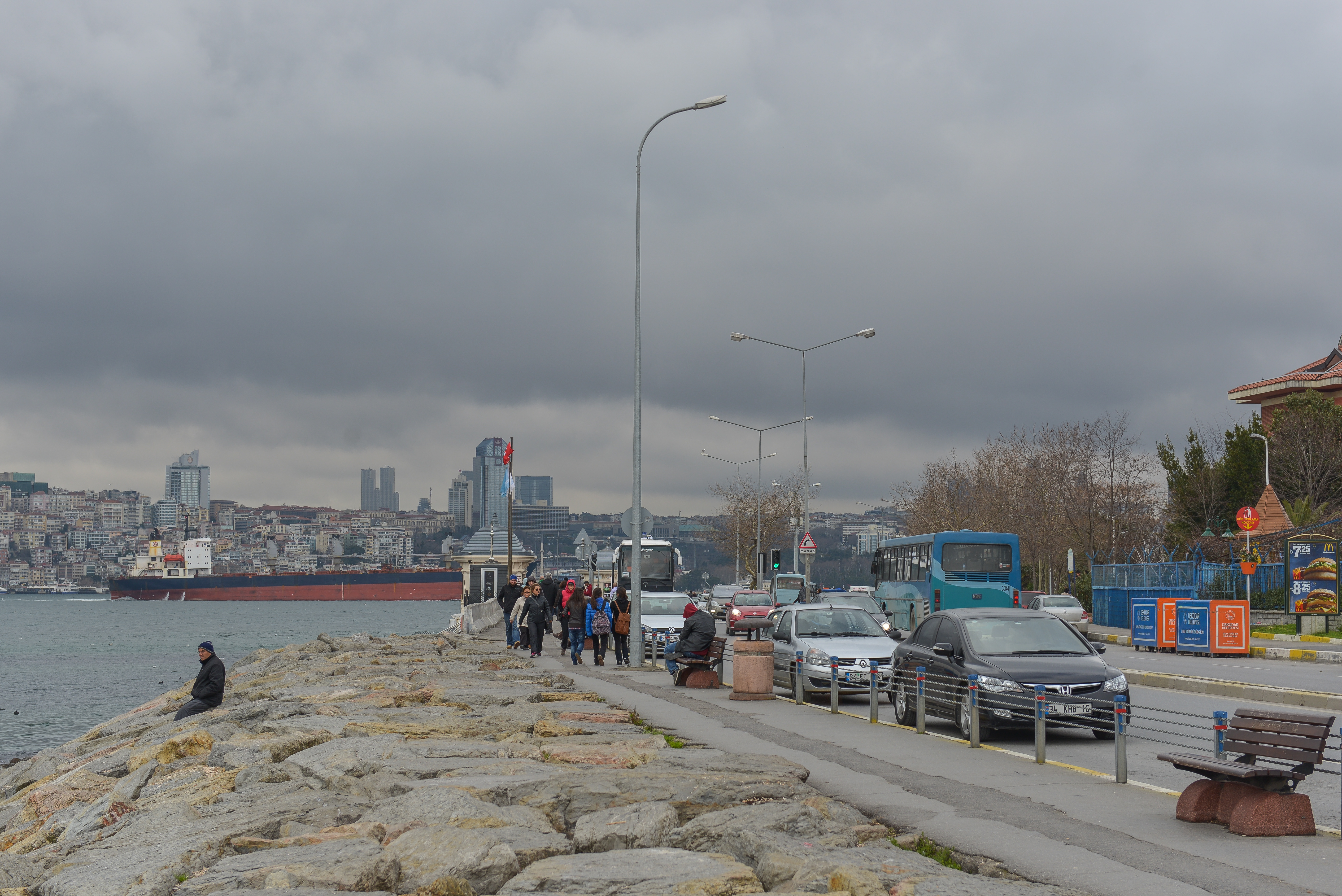
Strandpromenaden i Üsküdar med Bolsporen och den europeiska delen av Istanbul i bakgrunden.

Üsküdar var under antiken känt som Krysopolis, "Guldstaden", på grund av dess goda naturliga hamn och strategiska belägenhet vid inloppet till Bosporen. Den var då en förstad till den mer betydelsefulla Chalkedon (dagens Kadiköy). Enligt tradition grundlades de båda städerna i det 7:e århundradet f.Kr., just innan grundandet av Bysans på andra sidan Bosporen. Üsküdar och Kadiköy är således de äldsta delarna av dagens Istanbul. Från grundläggandet utvecklades staden snabbt, och passerade snart Chalkedon i storlek och betydelse.
Krysopolis blev i bysantinsk tid startpunkten för de stora romerska vägarna från Bysans in i Anatolien, och tjänade som mönstringsplats för fälttåg och handelsexpeditioner in i Asien, främst känd såsom startpunkten för Sidenvägen. Under den bysantinska perioden var både Krysopolis och Chalkedon förstäder till Konstantinopel, och har därför mycket av historien gemensamt med huvudstaden. De visade sig emellertid ligga utsatt till, och vid flera tillfällen blev städerna intagna och ödelagda av invaderande trupper, medan befolkningen i Konstantinopel befann sig tryggt innanför sina murar. Därför finns det i dag inga minnesmärken från bysantinsk tid varken i Üsküdar eller i Kadiköy. 
Krysopolis intogs av turkarna i mitten av 1300-talet, mer än hundra år före Konstantinopel föll. Det var turkarna som gav staden namnet Üsküdar, en förvanskning av Skutari, ett namn staden fick i senbysantinsk tid, och som européerna bosatta i Konstantinopel fortsatte att kalla staden långt senare. Namnet stammar från det kejserliga 1100-talspalatset Scutarion, som låg på näset rätt innanför Kız Kulesi.
Under Osmanska riket fick Üsküdar genom sultanernas försyn ett stort antal magnifika moskéer och andra religiösa byggnadsverk. Många mäktiga osmaner byggde sig palats i Üsküdar och Kadiköy, i lugna omgivningar fjärran från trängseln inne i Istanbul. 
Under Krimkriget 1854 till 1857 tjänade Üsküdar som bas för det brittiska militärsjukhus där Florence Nightingale, känd som den första moderna sjuksköterskan, verkade.
Üsküdar har tills i dag behållit en osmansk atmosfär, även om moderniseringen och den nästan okontrollerade stadsväxandet på 1900-talet har förändrat mycket.

## Transport
Det går bilfärja över Bosporen till Kabataş, och båt till centrala anloppsställen längs Gyllene hornet. Üsküdar betjänas även av stadsbussar över Bosporenbron.